# هوششتبرگ
هوششتبرگ (به آلمانی: Höchstberg) یک شهر در آلمان است که در فولکانایفل واقع شده‌است. هوششتبرگ ۳۷۰ نفر جمعیت دارد.